# Unione Sportiva Bari 1928
Questa voce raccoglie le informazioni riguardanti la Unione Sportiva Bari nelle competizioni ufficiali della stagione 1927-1928.

## Divise
A seguito della fusione con l'US Ideale, per la parte finale della stagione le uniformi rimasero le stesse del Bari F.C.. Furono cambiate, in concomitanza al cambio dei colori sociali, solo nell'estate del 1928.
| Prima divisa | Seconda Divisa |

## Organigramma societario
Area direttiva
- Presidente: Alfredo Atti

Area tecnica
- Direttore sportivo: Franco Galesi
- Allenatore: Ferenc Plemich

## Rosa
| N. |                   | Ruolo | Calciatore         |
| -- | ----------------- | ----- | ------------------ |
|    | Italia (bandiera) | P     | Giovanni De Carli  |
|    | Italia (bandiera) | D     | Giovanni Brezzi    |
|    | Italia (bandiera) | D     | Dino Castellano    |
|    | Italia (bandiera) | D     | Lella III          |
|    | Italia (bandiera) | D     | Vito Minunno       |
|    | Italia (bandiera) | D     | Ardito Monti       |
|    | Italia (bandiera) | C     | Gaetano De Marzo   |
|    | Italia (bandiera) | C     | Antonio Lella (II) |
|    | Italia (bandiera) | C     | Salvatore Vescìna  |

| N. |                   | Ruolo | Calciatore                     |
| -- | ----------------- | ----- | ------------------------------ |
|    | Italia (bandiera) | A     | Dante Corengia                 |
|    | Italia (bandiera) | A     | Pietro Bellomo                 |
|    | Italia (bandiera) | A     | Raffaele Costantino (capitano) |
|    | Italia (bandiera) | A     | Francesco Rastelli             |
|    | Italia (bandiera) | ?     | Ariberto Abriani               |
|    | Italia (bandiera) | ?     | Felice Albanese                |
|    | Italia (bandiera) | ?     | Cattaneo                       |
|    | Italia (bandiera) | ?     | Lella IV                       |
|    | Italia (bandiera) | ?     | Giuseppe Piccinni              |

## Risultati

### Girone finale

#### Andata
| Arbitro: | Berra |

|           |           |  |
| Brezzi 5’ | Marcatori |  |

| Biella 6 maggio 1928 2ª giornata | Biellese | 2 – 0 | Bari | Stadio Lamarmora |

| Bari 13 maggio 1928 3ª giornata                                    | Bari      | 4 – 0 | Pistoiese | Campo degli Sports |
| \| \| \| \| \| Abriani 78’ 79’ Corengia 86’ 88’ \| Marcatori \| \| |           |       |           |                    |
|                                                                    |           |       |           |                    |
| Abriani 78’ 79’ Corengia 86’ 88’                                   | Marcatori |       |           |                    |

#### Ritorno
| Bergamo 20 maggio 1928 4ª giornata                                                    | Atalanta  | 6 – 0 | Bari | Campo della Clementina |
| \| \| \| \| \| Simonetti 5’ Buschi 44’, 53’ Delvai 47’ Bonardi 75’ \| Marcatori \| \| |           |       |      |                        |
|                                                                                       |           |       |      |                        |
| Simonetti 5’ Buschi 44’, 53’ Delvai 47’ Bonardi 75’                                   | Marcatori |       |      |                        |

| Arbitro: | Scarpi (Dolo-Mira) |

|                          |           |  |
| Abriani 73’ Corengia 83’ | Marcatori |  |

| Pistoia 3 giugno 1928 6ª giornata | Pistoiese | 4 – 0 | Bari | Campo San Pietro Agliana |

#### Semifinale
| Roma 10 giugno 1928                                                      | Bari      | 0 – 2                                  | Pistoiese | Stadio della Rondinella |
| \| \| \| \| \| \| Marcatori \| ?’ (aut.) De Carli ?’ (aut.) Lella III \| |           |                                        |           |                         |
|                                                                          |           |                                        |           |                         |
|                                                                          | Marcatori | ?’ (aut.) De Carli ?’ (aut.) Lella III |           |                         |